# Вилмар Джордан
Вилмар Джордан Хил (на испански: Wilmar Jordán Gil, испанско произношение на презимето Хорда̀н ), или просто Джордан е колумбийски футболист на китайският Тиендзин Теда. Играе като централен нападател, но може да се изявява еднакво добре по левия и десния фланг на атаката. Голмайстор на България за сезон 2013 – 14 като състезател на Литекс (Ловеч).

## Състезателна кариера
Джордан е роден на 17 октомври 1990 г. в Меделин и като малък започва да тренира футбол в родния си град. В родината си играе за юношеските формации на Атлетико Национал и Депортиво Кали, а първият му професионален договор е с отбора на Атлетико Ла Сабана. През сезон 2010 – 11 талантът и головите му качества блесват с пълна сила в Примера дивисион на Венецуела. В скромния тим на Монагас нападателят става втори голмайстор на местния шампионат с 19 попадения в 33 мача, като в Арептура отбелязва 8 и в Клаусура нови 10 гола. Вкарва и един гол в плейофите за крайното класиране където отборът му завършва на 11-о място.
Следва трансфер в Южна Корея, където играе първо за Гуеонгнам, а от началото на 2013 г. е трансфериран в популярния местен клуб Съннам Чунма.
Пристига в Ловеч през лятото на 2013 г. от едноименния отбор от град Съннам, Южна Корея.
На 28 юли 2013 г. прави официален дебют за Литекс в мач от първия кръг на сезон 2013 – 14 за домакинската победа с 4:1 над Нефтохимик. На 26 юли отбелязва и първото си попадение за „оранжевите“ за победата с 2:0 при гостуването на Локомотив (София) в мач от втория кръг на А група.
Още в първия си сезон отбелязва 20 гола и заедно с Мартин Камбуров стават голмайстори на шампионата.
На 27 февруари 2015 г. преминава в китайският Тиендзин Теда за трансферна сума на стойност 1,6 милиона евро.

## Отличия
- Голмайстор на България 2013 – 14

| Подбрани кадри с изявите на Джордан |
| ----------------------------------- |